# یانوس تامکیوی
یانوس تامکیوی (استونیایی: Jaanus Tamkivi؛ زادهٔ ۱۷ نوامبر ۱۹۵۹) سیاست‌مدار و نماینده سابق مجلس اهل استونی است. وی از سال ۲۰۰۷ تا ۲۰۱۱ وزیر محیط زیست استونی بوده‌است.